# Claus Cito

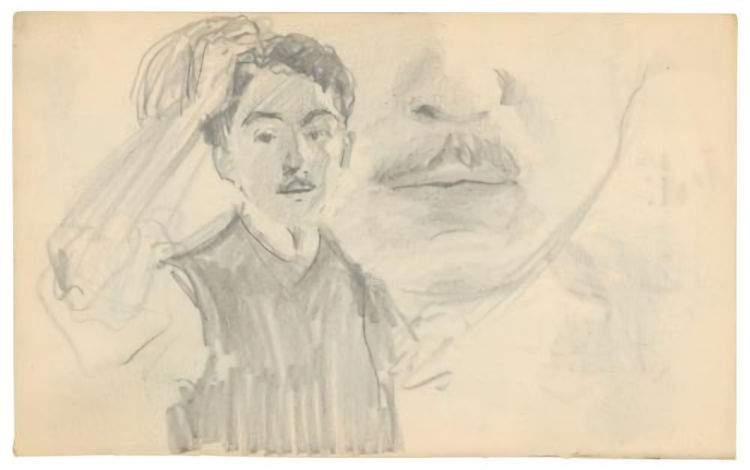
Claus Cito, Zeichnung von August Macke (1906/07)

Nicolas Joseph 'Claus' Cito (* 26. Mai 1882 in Bascharage; † 10. Oktober 1965 in Petingen) war ein luxemburgischer Bildhauer. Sein bekanntestes Werk ist das Kriegsdenkmal Gëlle Fra.

## Leben
Claus Cito wuchs in ärmlichen Verhältnissen in einer Schmiedefamilie auf, die italienischer Abstammung war. „Josy“ Cito, wie er in seiner Heimat gerufen wurde, hatte seine leibliche Mutter im Alter von drei Jahren verloren und wurde fortan von einer Fürsorgerin gefördert. Ab 1900 studierte er an der Kunstgewerbeschule Düsseldorf und später an der Académie des Beaux-Arts in Brüssel. Unterstützung erhielt er durch den Direktor der Schule, den Deutschen Peter Behrens. 1903 folgte ein Studium an der königlichen Kunstakademie. Seit seiner Düsseldorfer Zeit war er mit dem Maler August Macke befreundet und teilte sich zeitweilig ein Atelier mit ihm. Im April 1907 reisten beide Künstler nach Kandern und malten im Gasthaus Krone den Saal gemeinsam aus. Eine intensive Zusammenarbeit entwickelte Cito mit dem Bildhauer Wilhelm Lehmbruck und war dessen rechte Hand.

## Werke
- Monument du Souvenir (Gëlle Fra, 1923) in Luxemburg (Stadt)
- Altar an der Krypta der Kathedrale unserer lieben Frau in Luxemburg (Stadt)
- Emile-Mark-Denkmal (1936) in Differdingen
- Marmorbüste der Großherzogin Charlotte von Luxemburg (1939), heute im ehemaligen Stadthaus von Differdingen
- Statue Mère éplorée (untröstliche Mutter) auf dem Friedhof in Leudelingen

## Preise
- Kunstpreis Prix Grand-Duc Adolphe 1909 (zusammen mit Lucien Wercollier)